# Silambam
Silambam (tamil: சிலம்பம்) lub Silambattam (சிலம்பாட்டம்) - tradycyjna drawidyjska sztuka walki, wykorzystująca kije o długości ok. 1,6 - 1,8 m. Długość kija zależy od ćwiczącego. Koniec kija powinien sięgać do czoła. Niekiedy wykorzystuje się również krótkie (ok. 90 cm) kije zwane "sedikutchi". Istnieją również specjalne techniki obrony dla osoby nieuzbrojonej. Nazwa "Silambam" pochodzi od głównej stosowanej broni, czyli bambusowego lub rattanowego kija. Mistrzowie są nazywani Asaan (tamil: ஆசான்), podczas gdy arcymistrzowie tytułowani są jako Periyasaan (tamil: பெரியாசன்) lub Iyan (tamil: ஐயன்).
Silamban i inne techniki walki przez wieki należały do kanonu treningu wojowników w południowych Indiach, w królestwach Ćola, Pandja i Ćera, lecz straciły na ważności w momencie wprowadzenia broni palnej przez Brytyjczyków. Wiele technik uległo w tym okresie zapomnieniu. Elementy walki przy użyciu kija (również nazywanego "silamba") wraz z emigrantami tamilskimi przeniknęły również na półwysep malajski i zostały włączone do malajskiej sztuki walki zwanej silat.

## Trening
Podstawą w treningu jest opanowanie kaaladi (pracy nóg) i obrotów ciała bez zmieniania ruchu samego kija. Celem jest opanowanie techniki w takim stopniu, aby być w stanie obronić się przed wieloma uzbrojonymi napastnikami. Trening silamban zazwyczaj poprzedza szkolenie w użyciu gołych rąk, tzw. kai salamban (kuttu varisai). Adepci poznają również lokalizację tak zwanych varma (splotów nerwowych). Uderzenia kijem w silambam nie są pojedyncze, lecz zadawane są seriami, tak że jeden cios pociąga za sobą w sposób płynny następny.